# Alex Infascelli
Alex Infascelli (* 9. November 1967 in Rom) ist ein italienischer Videoclip- und Filmregisseur sowie Drehbuchautor.

## Leben
Infascelli, Teil einer Familie von Filmschaffenden, ging 1988 nach Los Angeles, wo er als Musiker arbeitete und dann als Produktionsassistent für Musikvideos wirkte. Zurück in seinem Heimatland war er ebenfalls Assistent bei Musikvideo- und Werbefilmen, bevor er selbst auf den Regiestuhl wechselte. Zahlreiche populären Künstler der Musikbranche ließen ihre Videos von Infascelli inszenieren. 1994 drehte er den Kurzfilm Vuoto a rendere, der im Kino als eine Episode von De Generazione gezeigt wurde. Nach einem weiteren Episodenbeitrag erschien 2000 der Horrorthriller Almost Blue nach einem Roman von Carlo Lucarelli, der bei Kritikern und Publikum gut ankam. Er wurde mit einem David di Donatello, einem Silbernen Band und anderen Preisen ausgezeichnet. Der Nachfolger Il siero della vanità erschien 2004, zwei Jahre später mit H2 Odio ein weiterer Horror-Thriller; danach arbeitete Infascelli für das Fernsehen.
Für einige Auftritte wurde Infascelli auch als Darsteller verpflichtet.

## Filmografie (Auswahl)
- 1994: De Generazione (eine Episode)
- 2000: Almost Blue (auch Darsteller)
- 2004: Il siero della vanità
- 2006: H2 Odio